# 紀平英作
紀平 英作（きひら えいさく、1946年 - 2025年）は、日本の歴史学者、京都大学名誉教授。専門はアメリカ現代史。

## 経歴
東京都生まれ。1969年京都大学文学部史学科卒業。1972年同大学院文学研究科修士課程修了、京都大学文学部助手、1976年南山大学外国学部専任講師、1983年京都大学文学部助教授。1993年3月「ニューディール政治秩序の形成過程の研究-20世紀アメリカ合衆国政治社会史研究序説」で京都大学より文学博士の学位を取得。1993年京都大学文学部教授。2001年12月文学研究科長・文学部長（2004年3月まで）。2010年京都大学定年退職、名誉教授、帝京大学文学部教授。2017年帝京大学を退職。

## 著書

### 単著
- 『ニューディール政治秩序の形成過程の研究――20世紀アメリカ合衆国政治社会史研究序説』（京都大学学術出版会、1993年）
- 『パクス・アメリカーナへの道――胎動する戦後世界秩序』（山川出版社、1996年）
- 『歴史としての核時代』（山川出版社、1998年）
- 『歴史としての「アメリカの世紀」自由・権力・統合』（岩波書店、2010年）
- 『ニュースクール 二○世紀アメリカのしなやかな反骨者たち』（岩波書店、2017年）
- 『奴隷制廃止のアメリカ史』（岩波書店、2022年）

### 共著
- 亀井俊介と『世界の歴史 (23) アメリカ合衆国の膨張』（中央公論新社、1998年／中公文庫、2008年）

### 編著
- 『アメリカの歴史――「新大陸」の近代と激動の現代』（放送大学 1996年／改訂版2000年）
- 『世界各国史 (24) アメリカ史』（山川出版社、1999年）
- 『帝国と市民――苦悩するアメリカ民主政』（山川出版社、2003年）
- 『ヨーロッパ統合の理念と軌跡』（京都大学学術出版会、2004年）
- 『グローバル化時代の人文学――対話と寛容の知を求めて（上・下）』（京都大学学術出版会 2007年）
- 『アメリカ民主主義の過去と現在――歴史からの問い』（ミネルヴァ書房、2008年）

### 共編著
- （今津晃・横山良）『市民的自由の探究――両大戦間のアメリカ』（世界思想社、1985年）
- （油井大三郎）『シリーズ・アメリカ研究の越境 (5) グローバリゼーションと帝国』（ミネルヴァ書房、2006年）
- （吉本道雅）『京都と北京――日中を結ぶ知の架橋』（角川学芸出版、2006年）
- （有賀夏紀・油井大三郎）『アメリカ史研究入門』（山川出版社、2009年）

## 論文
- 紀平英作